# Soera Saad
Soera Saad is een soera van de Koran.
De soera is vernoemd naar een letter uit het Arabisch alfabet waaruit de eerste aya bestaat. Naast de profeten Suleyman en Ayub wordt verteld over de schepping van Adam waar alle engelen voor buigen, behalve Iblis. Tot de Dag des oordeels rust Gods vloek op hem.

## Bijzonderheden
Bij recitatie van aya 24 (Hanafi) wordt de sudjud, de nederwerping, verricht.